# Ревуха (Изяславский район)
Ревуха (укр. Ревуха) — село в Изяславском районе Хмельницкой области Украины.
Население по переписи 2001 года составляло 86 человек. Почтовый индекс — 30309. Телефонный код — 3852. Занимает площадь 0,463 км². Код КОАТУУ — 6822182603.

## Местный совет
30350, Хмельницкая обл., Изяславский р-н, с. Клубовка, ул. Б. Хмельницкого, 88